# EARTH STAR Entertainment
株式會社EARTH STAR Entertainment（日語：株式会社アース·スター エンターテイメント）是總部位於日本東京都港區的漫畫出版社。Culture Convenience Club的子公司。

## 公司概要

### （舊）株式會社EARTH STAR Entertainment
2006年6月5日，EARTH STAR以株式會社Top Partners旗下綜合娛樂公司成立之後，從電影製作產業起家。2008年9月，投入影音製作產業和出版事業。次年2009年5月更積極投入藝人的經營管理，並從同年10月播映的電視動畫《聖劍鍛造師》開始加入動畫製作產業。
2010年12月，投入漫畫產業，漫畫叢書《Earth Star Comics》正式創刊。次年2011年3月，當家漫畫雜誌月刊《Comic Earth Star》創刊號發售。
2013年2月，電視動畫《開漫－啦！》主題歌CD「girl meet DEADLINE」發售之後，加入音樂製作產業。
2014年12月，投入輕小說產業，創刊輕小說叢書〈Earth Star Novel〉。
2016年3月，EARTH STAR進行經紀公司地址的搬遷。
2016年7月，EARTH STAR將動畫製作產業轉交給Top Partners旗下另外一間子公司TOPMARSHAL的新成立商標「SMIRAL animation」負責管理。然而，即使管理權轉移之後，EARTH STAR仍還是繼續參與跟動畫相關諸如一些作品的計劃協力等等（像《無責任銀河☆泰勒》）。
2018年3月31日，EARTH STAR全面從聲優、藝人經營管理事業撤離。而所屬的聲優、藝人隨EARTH STAR策略改變陸續離所。
2018年4月3日，EARTH STAR收購株式會社泰文堂的所有股權。同年5月15日，泰文堂被EARTH STAR吸收合併，正式解散。

### （新）株式會社EARTH STAR Entertainment
1916年（大正5年），由三省堂前社員篠崎信次、成立專門出版英語參考書「泰文堂」起家。1939年6月法人化，商號登記名稱為「株式會社泰文堂」，社長由篠崎萬藏就任。
2014年6月，成為株式會社IID的旗下子公司。
2018年4月，成為（舊）株式會社EARTH STAR Entertainment的旗下子公司。同年5月被母公司（舊）株式會社EARTH STAR Entertainment吸收合併、商號名稱更改名為「株式會社EARTH STAR Entertainment」。7月，經紀公司搬遷至東京都品川區目黑中心史庫威爾大樓。

## 網路漫畫
- Comic Earth Star

## 出版事業

### 書籍叢書
- Earth Star Novel（日语：アース・スターノベル）

### 漫畫叢書
- Earth Star Comics

### 以前的發行雜誌
- 月刊Comic Earth Star（2011年－2014年）

## 過去的事業

### 電影事業
國內
- LOVEDEATH（2007年公映）－製作[16]
- 只有你聽得到（2007年公映）－製作
- XX 魔境傳說（日语：そのケータイはXXで#映画）（2007年公映）－製作
- ReLIFE（2017年公映）－製作

國外
- 稀有出口：聖誕傳說（日语：Rare Exports: A Christmas Tale）（2011年公映）－發行
- 超能輪胎殺人事件（日语：Rubber (2010 film)）（2012年公映）－發行
- 雙寶鬥惡魔（日语：Tucker & Dale vs. Evil）（2012年公映）－發行
- 牛頭悲歌（日语：Bullhead (film)）（2012年公映）－發行
- 無限空間（日语：The Incident (2011 film)）（2012年公映）－發行
- 厄夜茉莉（日语：Lovely Molly）（2012年公映）－發行
- 漢密爾頓：國家利益（日语：Hamilton: In the Interest of the Nation）（2012年公映）－發行
- 高樓驚魂（日语：Tower Block (film)）（2012年公映）－發行
- 邊境基地（日语：War of the Dead）（2012年公映）－發行
- 倖存日（日语：The Day (2011 film)）（2012年公映）－發行
- 鐵甲衣（2012年公映）－發行
- 獵頭遊戲（2012年公映）－發行
- 靈動檔案（日语：The Awakening (2011 film)）（2012年公映）－贊助
- 鄉下人（英语：Hick (film)）－贊助
- 壽司女郎（英语：Sushi Girl）（2012年公映）－發行
- 好孕提早來（英语：A Happy Event）（2012年公映）－發行
- 飆客找麻煩（日语：Hit and Run (2012 film)）（2013年公映）－發行
- 艾瑪好色（2013年公映）－發行
- 跨越世紀的情書（日语：The Words (film)）（2013年公映）－發行
- 謎情（日语：The Deep (2012 film)）（2013年公映）－發行
- 漢密爾頓：關係到自己女兒時例外（日语：Agent Hamilton: But Not If It Concerns Your Daughter）（2013年公映）－發行
- 21玩過界（2013年公映）－發行
- 不准忘了我（德语：Du hast es versprochen）（2013年公映）－發行
- 琴與羅莎（2013年公映）－贊助
- 末日哲學家（德语：After the Dark）（2013年公映）－發行
- 美麗生靈（2013年公映）－發行
- 泥土（2014年）－發行
- 油海先鋒（德语：Pioneer (film)）（2014年公映）－發行
- 你想我殺了他嗎？（德语：Uwantme2killhim?）（2014年公映）－發行
- 吸血鬼學院（德语：Vampire Academy (film)）（2014年公映）－發行
- 鐵甲衣2：浴血奮戰（德语：Ironclad: Battle for Blood）（2014年公映）－發行
- 烈血風雲（英语：Blood Ties (2013 film)）（2014年公映）－贊助
- 法蘭克（英语：Frank (film)）（2014年公映）－發行
- 愛情重擊（英语：The Love Punch）（2014年公映）－發行

### 錄影帶
- 超
- 樹海
- “怖怪談”系列
- 影現場本起恐怖映像[17]
- ～世直官能喫茶～
- “地都市”系列

### 動畫事業
2016年7月以後的作品請參照「SMIRAL」。
- 聖劍鍛造師
- 前進吧！登山少女、前進吧！登山少女 Second Season
- 開漫－啦！
- 庭球社
  - 我是高宫茄乃！ ～庭球社外傳～
  - 龜兔
- 血型小將ABO
- 我要成為世界最強偶像
- pupa
- 信長之槍（企劃協力）
- Million Doll
- 枕男子
- 動畫鍛鍊！EX
- 魔法少女什麼的已經夠了啦。
- 鬼斬
- 無責任銀河☆泰勒（日语：宇宙一の無責任男）[18]

### 音樂事業
- Earth Star Records

### 聲優、藝人事業

#### 過往所屬藝人
- 鳴海杏子（2016年3月31日為止所屬，自由身）
- Earth Star Dream成員
  - 村北沙織（日语：村北沙織）（2015年5月16日為止所屬，現在引退）
  - 齋藤愛永（2015年6月29日為止所屬，現在引退）
  - 海月泉（2017年3月15日為止所屬，現在引退）
  - 愛原亞里沙（2017年12月31日為止所屬，現所屬：Mausu Promotion，曾加入該現所屬事務所旗下聲優訓練學校）
  - 谷尻麻理亞（2017年12月31日為止所屬，現所屬：MILLENNIUM PRO，曾所屬：Object（页面存档备份，存于））
  - 小出光（2018年3月31日為止所屬，現在藝名：小珠光、現所屬：DEARSTAGE（日语：ディアステージ (企業)））
  - 中島由貴（2018年3月31日為止所屬，現所屬：Beffect）
  - 高尾奏音（2018年3月31日為止所屬，現所屬：Ancheri（原LINK PLAN））
  - 曾我部英理（2018年3月31日為止所屬，曾入Tristone Entertainment（日语：トライストーン・エンタテイメント）旗下營運的演員養成所）

## 相關項目
- 全日本情報學習振興協會（日语：全日本情報学習振興協会）

## 外部連結
- 株式會社EARTH STAR Entertainment官方網站（日語）
  - EARTH STAR官方的X（前Twitter）（日語）